# République (jeu vidéo)
Pour les articles homonymes, voir République.
République est un jeu vidéo d'action-aventure et d'infiltration développé par Camouflaj et sorti en 2013 sur Windows, Mac, PlayStation 4, iOS et Android. En 2019, le jeu est rendu compatible en réalité virtuelle avec l'Oculus Quest. Le 15 septembre 2020, une version Google Stadia est également publiée.

## Épisodes
- Episode 1: Exordium (2013)
- Episode 2: Metamorphosis (2014)
- Episode 3: Ones and Zeroes (2014)
- Episode 4: God's Acre (2015)
- Episode 5: Terminus (2016)

## Système de jeu
Le joueur communique avec le personnage principal, Hope, à travers son téléphone ou son ordinateur et doit l'aider à s'échapper,. Le joueur contrôle également des caméras de surveillance dans l'état totalitaire de République afin de suivre les actions de Hope. Il peut s'introduire dans divers équipements électroniques.
L'interface du joueur correspond à l'interface d'un logiciel de fiction appelé OMNI View. Celui-ci permet de verrouiller ou déverrouiller des portes, de distraire des ennemis en patrouille ou d'obtenir des informations. Dans certains situations, le joueur doit mettre à jour son OMNI View pour accéder à de nouvelles zones plus sécurisées. Dans les versions Mac et Windows, le joueur peut visualiser plusieurs caméras en même temps.

## Synopsis
République prend place dans un état totalitaire qui fait penser à celui créé par George Orwell dans son roman 1984. Celui-ci est dirigé par un sinistre superviseur nommé Treglazov (doublé par Dwight Schultz).

## Développement
Le 11 avril 2012, Camouflaj a lancé une campagne de financement participatif sur Kickstarter afin de collecter 500 000 $ USD afin de couvrir les coûts de développement. Le projet sera financé le 11 mai 2012 pour un montant total de 555 662 $,.
Avec l'aide de rust Ltd.